# Aphileta
Aphileta là một chi nhện trong họ Linyphiidae.